# Superliga de baloncesto de Kosovo 2021-22
La Superliga de baloncesto de Kosovo 2021-22 es la edición número 29 de la Superliga de baloncesto de Kosovo, la primera división del baloncesto profesional de Kosovo. La temporada regular comenzó el 14 de septiembre de 2021.

## Equipos
| Equipo            | Ciudad    |
| ----------------- | --------- |
| Golden Eagle Ylli | Suva Reka |
| KB Trepça         | Mitrovica |
| KB Peja           | Peć       |
| KB Ponte Prizreni | Prizren   |
| Sigal Prishtina   | Pristina  |
| KB Bashkimi       | Prizren   |
| KB Rahoveci       | Orahovac  |
| KB Drita          | Gnjilane  |